# Сазоновский
Сазоновский — хутор в Урюпинском районе Волгоградской области России. Входит в состав Россошинского сельского поселения.

## История
В «Списке населённых мест Области Войска Донского по переписи 1873 года» населённый пункт упомянут как хутор Сазанов в составе юрта станицы Тепикинской, расположенный в 18 верстах от окружной станицы Урюпинской. В Сазанове имелось 23 двора и проживало 206 жителей (95 мужчин и 111 женщин).

Согласно алфавитному списку населённых мест Области Войска Донского 1915 года на хуторе Сазоновском имелось 39 дворов и проживало 221 человек (103 мужчины и 118 женщин). Земельный надел хутора составлял 1021 десятину.

В 1921 году в составе Хопёрского округа включён в состав Царицынской губернии. По состоянию на 1928 год хутор являлся частью Россошинского сельсовета Урюпинского района Хопёрского округа (упразднён в 1930 году) Нижне-Волжского края (с 1934 года — Сталинградского края). В 1935 году передан в состав Добринского района Сталинградского края (с 1936 года Сталинградской области, с 1954 по 1957 год район входил в состав Балашовской области). В 1963 году в связи с упразднением Добринского района Сазоновский вновь перешёл в подчинение Урюпинского района.

## География
Хутор находится в северо-западной части Волгоградской области, в пределах Калачской возвышенности, к западу от реки Хопёр, на расстоянии примерно 13 километров (по прямой) к юго-западу от города Урюпинск, административного центра района. Абсолютная высота — 75 метров над уровнем моря.
Часовой пояс
Хутор Сазоновский, как и вся Волгоградская область, находится в часовой зоне МСК (московское время). Смещение применяемого времени относительно UTC составляет +3:00.

## Население
| 2010 |
| ---- |
| 50   |

Гендерный состав
По данным Всероссийской переписи населения 2010 года в гендерной структуре населения мужчины составляли 44 %, женщины — соответственно 56 %.
Национальный состав
Согласно результатам переписи 2002 года, в национальной структуре населения русские составляли 96 %.

## Улицы
Уличная сеть хутора состоит из двух улиц (ул. Прихопёрская и ул. Хуторская).